# Revoca (diritto amministrativo)
La revoca nel diritto amministrativo è un atto amministrativo di secondo grado mediante il quale viene ritirato un altro atto amministrativo. Tale istituto può essere operato anche in via di autotutela da parte della pubblica amministrazione. La revoca produce effetti nel momento in cui diviene efficace (ex nunc), non ha quindi efficacia retroattiva come invece l'annullamento.

## Richiesta
La revoca di un atto amministrativo può essere richiesta:
- d'ufficio, l'atto di revoca è emanato dalla stessa autorità amministrativa che ha emesso l'atto da revocare, a meno che non sia intervenuta, nel frattempo, qualche modificazione normativa che abbia determinato il venir meno della sua competenza sulla materia su cui verte l'atto;
- da un organo della pubblica amministrazione che si trovi in posizione di superiorità gerarchica rispetto a quello che ha posto in essere l'atto da revocare, a meno che quest'ultimo non abbia competenza esclusiva sulla materia specifica.

## Motivi
La pubblica amministrazione può dare luogo alla revoca di un atto affetto da vizi di merito, sempre in presenza del presupposto fondamentale del pubblico interesse. A differenza dell'annullamento dell'atto amministrativo, che ha come presupposto vizi di legittimità (violazione di legge, eccesso di potere, incompetenza relativa), la revoca può intervenire su atti viziati nel merito, cioè divenuti inopportuni rispetto alla tutela dell'interesse pubblico che quell'atto amministrativo deve perseguire, oppure valutati come inopportuni a seguito di una successiva valutazione dei vari interessi coinvolti dall'atto stesso.

## Applicabilità
La revoca può essere disposta soltanto sui provvedimenti ad efficacia durevole, nonché su quelli ad efficacia istantanea che abbiano inciso su rapporti negoziali.

## Iter
In sede di adozione di un atto di revoca di un provvedimento preesistente, sotto il profilo procedimentale l'amministrazione è tenuta a porre in essere un procedimento analogo a quello a suo tempo seguito per l'adozione dell'atto da revocare. In altri termini, l'amministrazione procedente deve dare luogo alla stessa procedura che è stata messa in atto per l'adozione dell'atto di primo grado, trattandosi di procedimento regolato dalle stesse norme, espressione dello stesso potere amministrativo che sta alla base dell'atto da revocare.
Se dalla revoca nasce un danno per i soggetti direttamente interessati, l'amministrazione deve procedere al relativo indennizzo. Le controversie su questa materia sono attribuite al giudice amministrativo (tribunale amministrativo regionale in primo grado, Consiglio di Stato in appello).